# Nereus (Roboter)

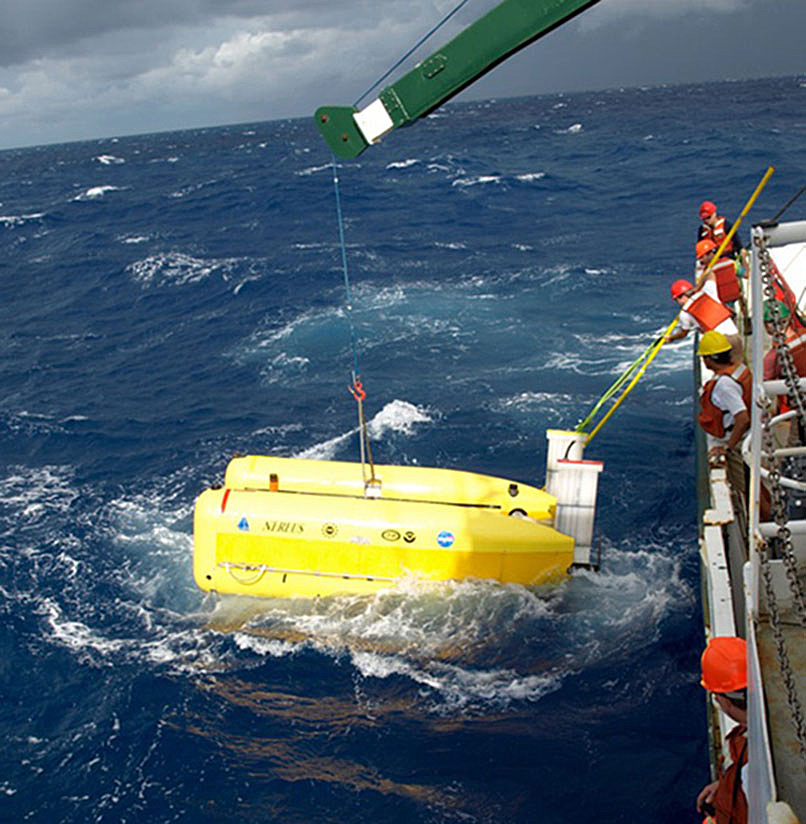
Nereus

Der Nereus (nach dem griech. Meeresgott Nereus) war ein Tiefseeroboter des WHOI und wurde auf dem SWATH-Forschungsschiff Kilo Moana der USN eingesetzt. Der Roboter erreichte am 31. Mai 2009 mit 10.902 Meter Tiefe den Grund des Marianengrabens. Am 9. Mai 2014 implodierte Nereus im Kermadecgraben.

## Konstruktion
Der 5 Millionen Dollar teure Tauchroboter war auf einem Aluminium-Gerüst aufgebaut, in das die einzelnen Komponenten eingebettet waren. Die sensiblen Instrumente wie Kameras und Elektronik wurden durch Keramikhüllen vor dem hohen Druck geschützt. Der Auftrieb wurde durch hohle Keramikkugeln gewährleistet. Auch in dem Gerüst eingebaut waren die Lithium-Ionen-Akkus, die für 1½ Tage reichen, und Sonargeräte. Die Umgebung des Roboters konnte für die Kameras bis zu 3 Meter weit mit LED-Scheinwerfern ausgeleuchtet werden. Der Nereus war damit etwa 2,8 Tonnen schwer.
Entwickelt wurde Nereus durch die Woods Hole Oceanographic Institution in Zusammenarbeit mit der Johns Hopkins University und dem U.S. Navy Space and Naval Warfare Systems Center.

## Einsatz
Zur Zeit seiner Entwicklung existierte kein Unterwasserfahrzeug, das in der Lage war, die tiefsten Stellen der Weltmeere zu erreichen. Die beiden Fahrzeuge, die dies schon einmal vollbracht hatten, waren beide nicht mehr im Einsatz. Nereus sollte ein Gefährt werden, mit dem es routinemäßig und zu überschaubaren Kosten möglich wäre, die tiefsten Stellen der Weltmeere anzusteuern. Nereus hatte seine ersten Testeinsätze im Jahr 2007.
Der Nereus stellte eine Mischform aus ROV und AUV dar. Er verfügte über Akkumulatoren, mit denen er üblicherweise bis zu 20 Stunden lang eigenständig agierte, es bestand aber auch die Möglichkeit, ihn an ein 40 Kilometer langes Lichtwellenleiter-Kabel anzuschließen, durch das er Daten wie chemische Analysen oder Bilder an die Oberfläche schickte. Das Kabel war dabei eine Neuentwicklung, da bisherige für die Tiefseeforschung benutzte Kommunikationskabel ihr eigenes Gewicht nur bis etwa 7000 Meter Tiefe tragen konnten.
Als AUV kartierte Nereus selbstständig den Meeresboden, indem er ihn nach festgelegten Mustern abfuhr. Dabei machte er in regelmäßigen Abständen auch Fotografien. Im ROV-Modus hingegen wurde er über das Kabel gesteuert. An ihm konnte auch noch eine Aluminium-Plattform befestigt werden, auf der zusätzliche Kameras und wissenschaftliche Geräten angebracht waren. Um vom Meeresboden Proben entnehmen zu können, war ein hydraulisch angetriebener Manipulator montiert.
Nereus erkundete nach der Trieste von Jacques Piccard und Kaikō als drittes Fahrzeug das Challengertief im Marianengraben.
Das Projekt wurde von der National Science Foundation hauptfinanziert. Auch das Office of Naval Research, die National Oceanic and Atmospheric Administration, die Russell Family Foundation und das WHOI übernahmen Kosten.

## Verlust
Am 9. Mai 2014 ging das Tauchboot bei einem Einsatz im Kermadecgraben vor Neuseeland verloren. Das Unglück passierte während einer 40-tägigen Expedition. Der Tag, an dem der Tauchroboter implodierte, war der Tag mit den tiefsten Tauchtiefen des Vorhabens. Erst ging die Kommunikation zu Nereus verloren – ein Ereignis, das schon öfters eingetreten war – dann allerdings tauchten auch einzelne Teile an der Wasseroberfläche auf.
Es kam zu einer Implosion in 10 Kilometer Wassertiefe am Grund des Kermadecgrabens. Nereus operierte zuletzt vom US-amerikanischen Forschungsschiff R/V Thomas G. Thompson aus. Nach einer ersten Untersuchung wird als Ursache angenommen, dass der Tauchroboter dem Druck in der Tiefe nicht mehr standhalten konnte.